# Заворітник
Заворітник (або покрівельник) — офіцерська посада зовнішнього або внутрішнього охоронця масонської ложі.

## Історія
У первинних спекулятивних масонських ложах збори проходили у номерах, у тавернах, й в інших громадських місцях, в усіх ложах призначалися заворітники, щоб охороняти вхід від зловмисників, невідомих чи просто допитливих людей. Зазвичай, на посаду заворітника призначався колишній майстер ложі, також міг бути призначений з-поміж інших офіцерів. У деяких випадках заворітник міг навіть не бути членом цієї ложі, але обов'язково він був масоном з іншої ложі. Інші його обов'язки часто були пов'язані з підготовкою місця проведення зборів, постачання регаліями, він повинен наглядати як постійний наглядач за інвентарем та приміщенням ложі.
У публікації Вільяма Хогарта «Ніч», розповідається про нетверезих масонів, яким допомагає дістатися до будинку заворітника, однієї з чотирьох перших лож — «Кубок і виноград», у 1717.
У деяких юрисдикціях заворітник призначається високошанованим майстром, а в інших він обирається членами ложі. Йому надається обов'язок опитування візитерів-масонів, хто бажає увійти у ложу, та охорона від некваліфікованих осіб, котрі бажають проникнути на масонські збори, допускаючи лише тих, хто має належний рівень знань.
У більшості юрисдикцій заворітник повинен бути поза ложею, за дверима, та проводити там значну частину часу, хоча зазвичай він може чути про весь хід ведення зборів. Також його увага приділяється гідному становищу масонів, які переживають лихоліття. Він, як старший член ложі, зобов'язаний дізнатися й допомогти причину відсутності тих, хто не відвідав останні збори ложі.
У деяких країнах високошанований майстер має право дозволити заворітнику не знаходитися тривалий час зовні під час проведення зборів. Якщо заворітник знаходиться всередині, то спершу він повинен захистити зовнішні двері з передпокою заворітника (у деяких країнах є передбанник між дверима ложі та решти приміщення масонського храму). Заворітник може залишатися між внутрішніми дверима вітальні та передпокою, при цьому він може сидіти на стільці ближче до дверей, тримаючи оголений меч. Внутрішньому заворітнику дозволяється взяти участь в обговореннях, голосуванні, прийняття кандидатів, він може надавати звіти та отримувати інструкції при потребі.

## Походження терміна
Походження цього терміна невідомо і протягом тривалого часу було висунуто низку гіпотез. Назва може походити:
- від професії людини, яка кладе на даху та на підлозі плитку, можливо, тому, що вона не змогла претендувати на більш кваліфіковану роботу як муляр[5][4][3];
- від імені Вота Тайлера, ватажка селянського повстання у 1381[6][4];
- через перегляд слова межа (кордон), що використовується для зв'язку із зачиненими дверима[6];
- від того, що заворітник раніше сидів на даху ложі на «плитці», щоб зупиняти людей, які шукають можливість проникнення в ложу через дах[6][4][3].